# Avenue du Président-Wilson
L'avenue du Président-Wilson è un viale parigino che attraversa l'VIII e il XVI arrondissement, iniziando dal n. 2 di Place du Trocadéro e terminando all'1 bis di Place de l'Alma. Vi si trova il Palais de Tokyo, sede del Musée d'art moderne de la Ville de Paris. Fiancheggia inoltre il Musée Galliera (Musée de la Mode de la Ville de Paris), tra rue de Galliera e rue Maria-Brignole.
Prende il nome da Thomas Woodrow Wilson, Presidente degli Stati Uniti d'America in carica dal 1913 al 1921 e Premio Nobel per la pace nel 1919.
Già parte dell'avenue de l'Empereur, è divenuta nel 1871 avenue du Trocadéro, che oggi comprende anche l'avenue Henri-Martin e l'avenue Georges-Mandel.
Per delibera municipale del 28 giugno 1918, approvata con decreto del 1º luglio 1918, questa parte dell'avenue du Trocadéro divenne l'avenue du Président-Wilson, inaugurata il 4 luglio 1918 dal presidente della Repubblica Raymond Poincaré.

## Edifici e monumenti principali
- numero 5: ex residenza del criminologo Alphonse Bertillon (una targa lo ricorda).
- numero 6: residenza della famiglia di Alfred Dreyfus nel 1894.
- numero 10: residenza parigina del principe Alberto I di Monaco (una targa lo ricorda); dal 5 novembre 1923 nunziatura apostolica in Francia, tra i quali Angelo Giuseppe Roncalli dal 1944 al 1954, futuro Papa Giovanni XXIII.
- numero 13: palais de Tokyo, sede del Musée d'art moderne de la Ville de Paris.
- numero 14: residenza del ministro Joseph Noulens (1864-1944).
- numero 18: edificio progettato dall'architetto Henri Tauzin nel 1913, uno dei primi in stile Art déco.[2] La scrittrice Irène Némirovsky vi ha abitato con la famiglia all'inizio degli anni venti.[3] Residenza dal 1940 al 1994 degli attori Madeleine Renaud e Jean-Louis Barrault (una targa lo ricorda).
- numero 19: ex residenza del conte Giuseppe Primoli.
- numero 20: residenza dell'ambasciatore del Messico in Francia: una targa ricorda l'ambasciatore Carlos Fuentes che vi ha vissuto dal 1975 al 1977.
- numero 22: ex residenza dell'ingegnere Philippe Bunau-Varilla; poi «Maison de l'Asie», sede dell'École française d'Extrême-Orient (EFEO).
- numero 28: residenza dello scrittore Julien Green dal 1932 al 1937;[4] in precedenza occupato dall'attore Pierre Renoir.[5]
- numero 34: residenza di Laure Hayman, che ha ispirato a Marcel Proust il personaggio di «Odette».[6][7]
- numero 38: edificio progettato dall'architetto E. Dameron nel 1907.[8]
- numero 43: sede del Dépôt des phares de Paris tra il 1869 e il 1937,[9] poi sede dell'assemblea parlamentare dell'Unione europea occidentale,[10] dal 2011 sede della Camera di commercio internazionale.[11]
- numero 48: edificio progettato dall'architetto Charles Adda nel 1908.
- in un'intervista il cantante Johnny Hallyday, pseudonimo di Jean-Philippe Smet, ha detto che negli anni settanta aveva abitato in avenue du Président-Wilson.[12]
- al centro di place d'Iéna si trova la statua equestre di George Washington, realizzata da Daniel Chester French.

## Trasporti
L'avenue du Président-Wilson è servita dalla metropolitana con le stazioni di Trocadéro, Iéna e Alma - Marceau ove circolano i treni della linea .

## Galleria d'immagini

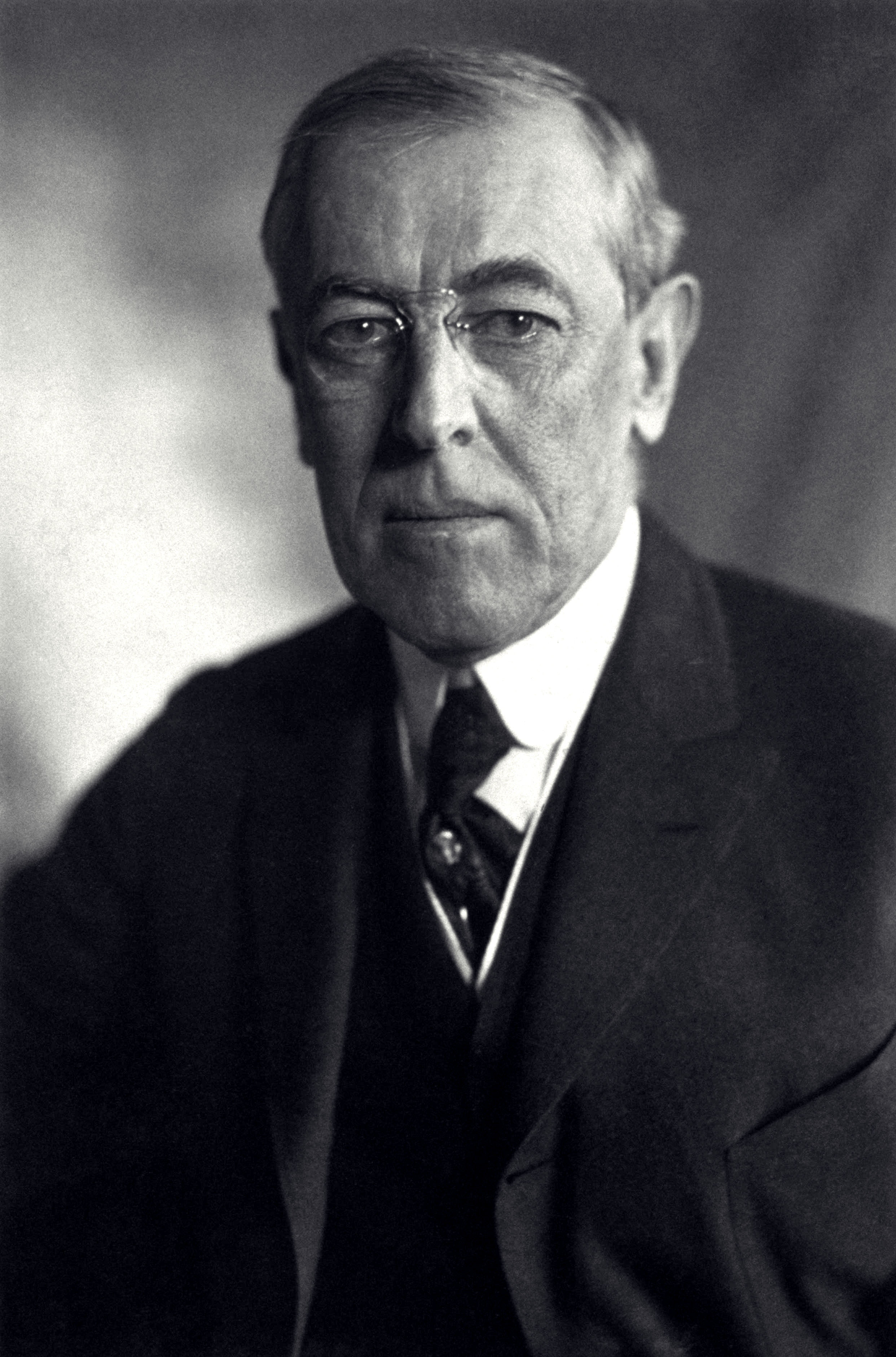
Woodrow Wilson, presidente degli Stati Uniti, nel 1919.
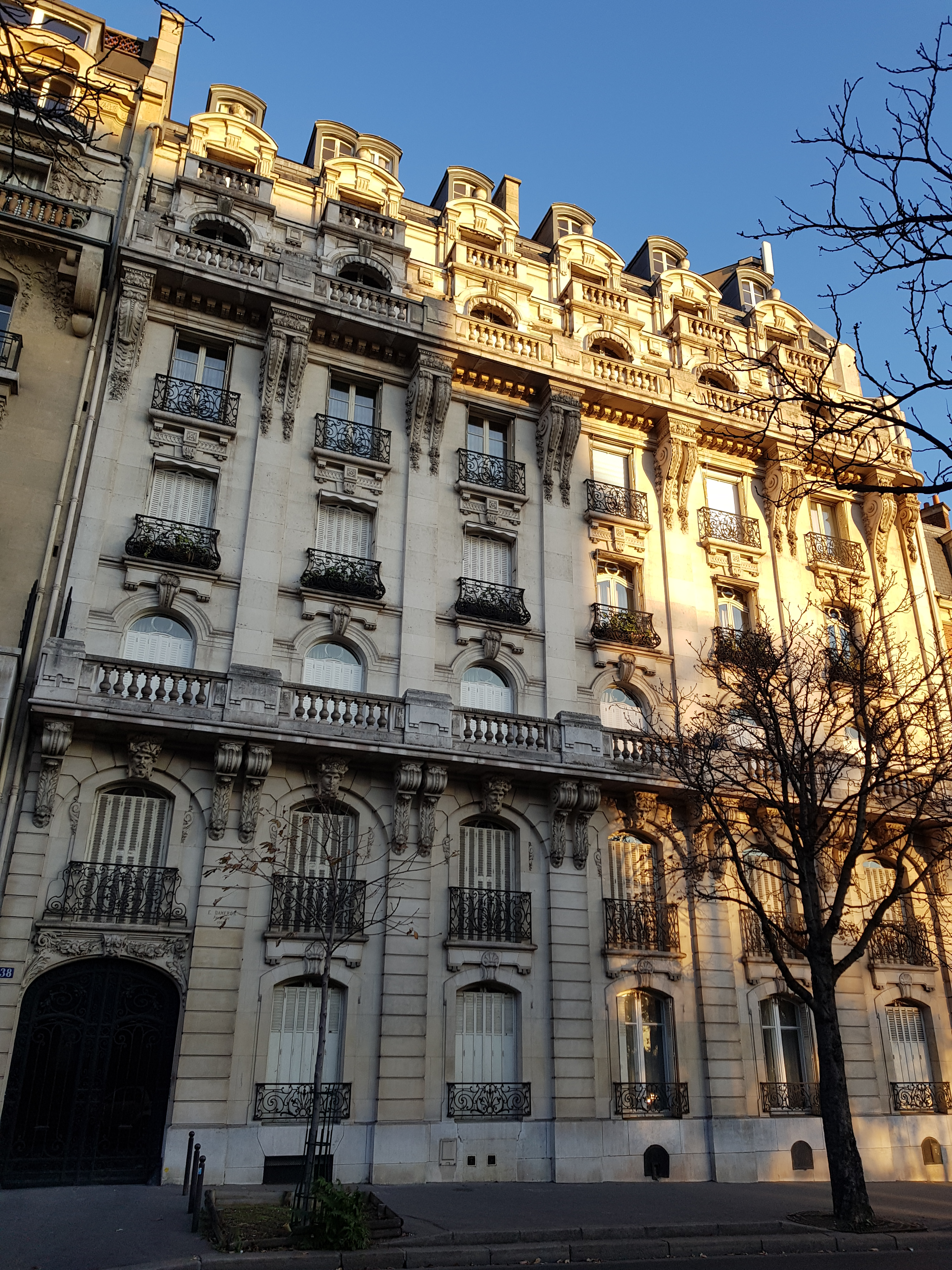
Palazzo del 1907 al N. 38
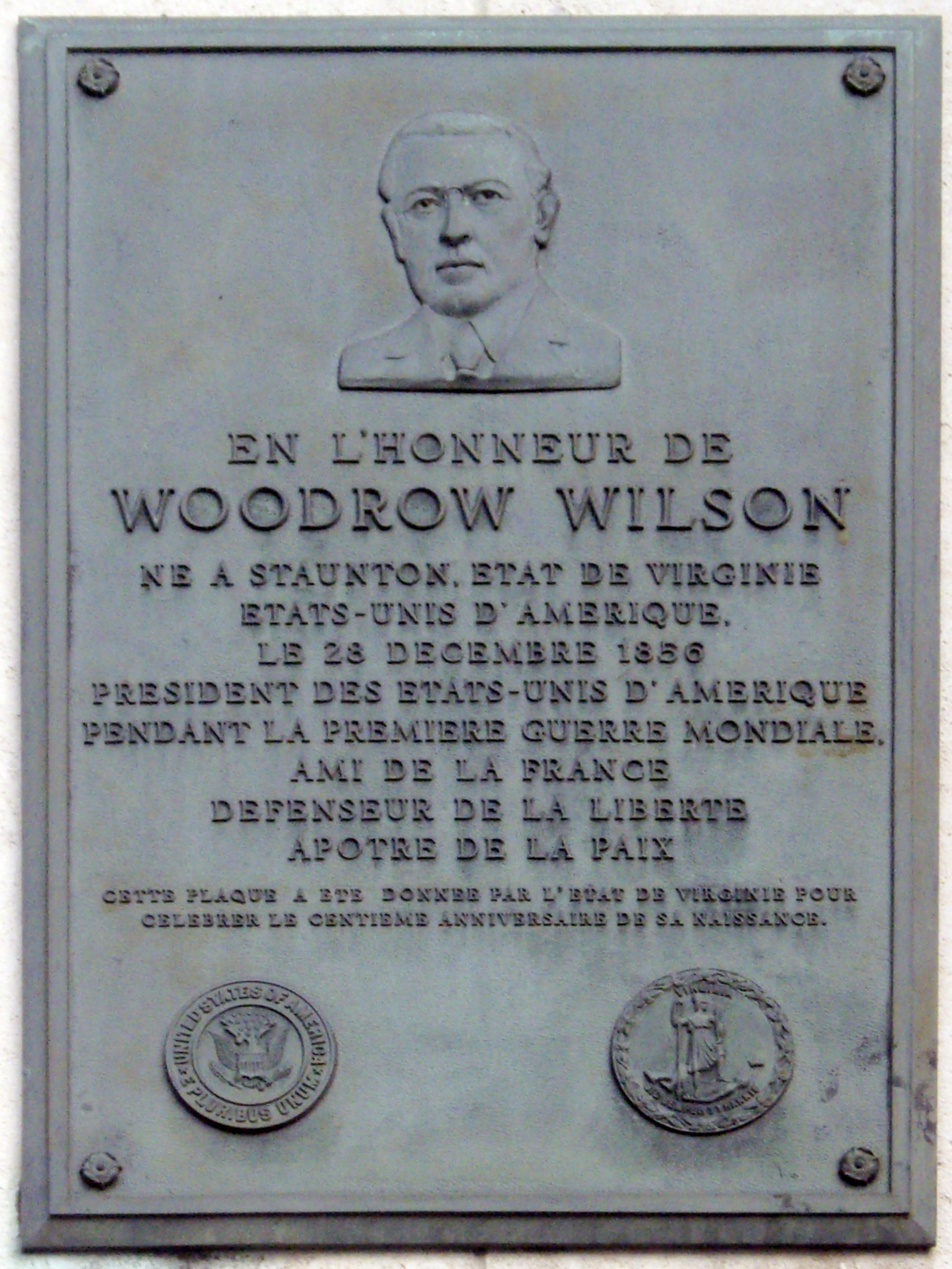
Targa in omaggio a Woodrow Wilson, all'angolo della place du Trocadéro-et-du-11-Novembre
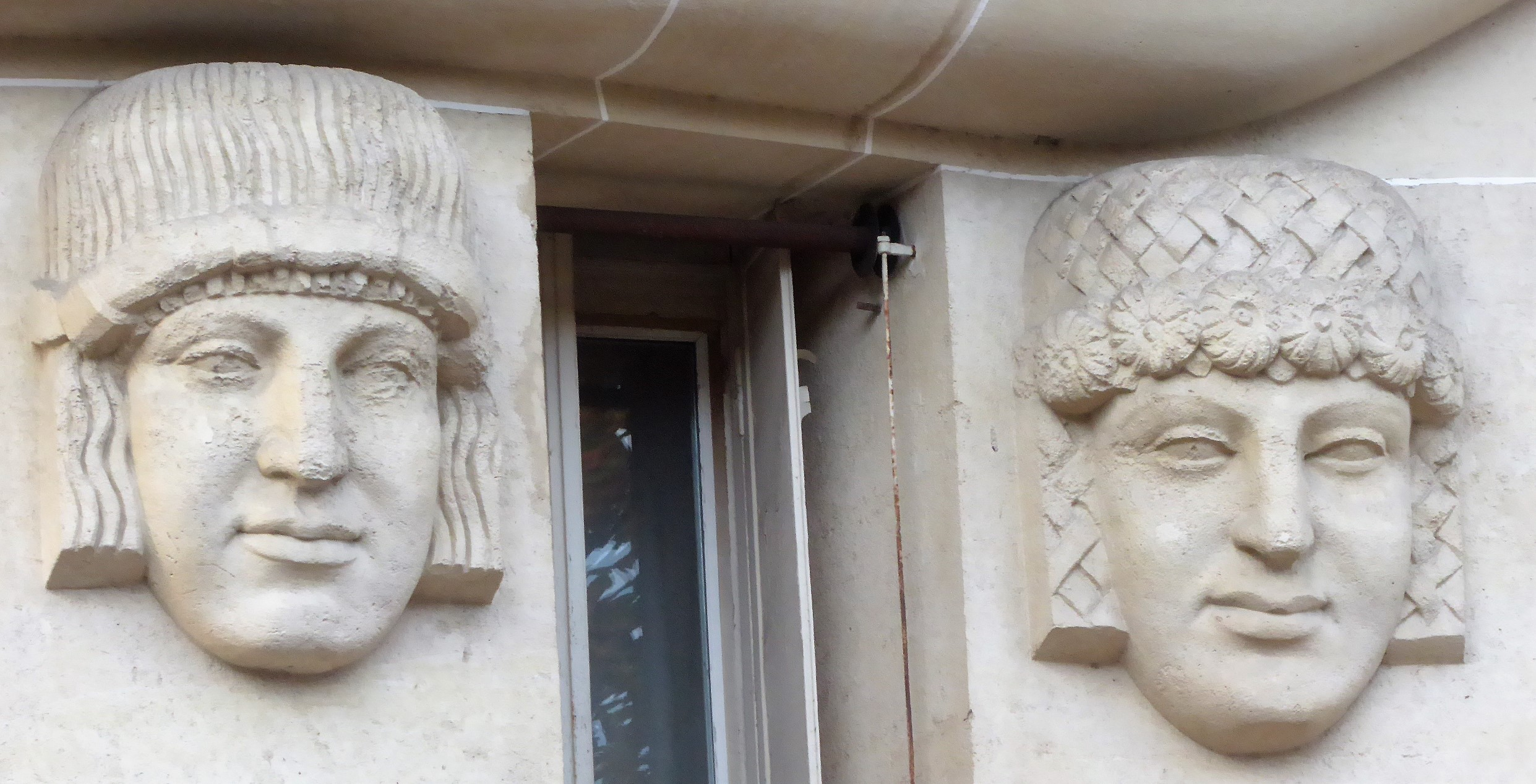
Mascheroni al N. 18.
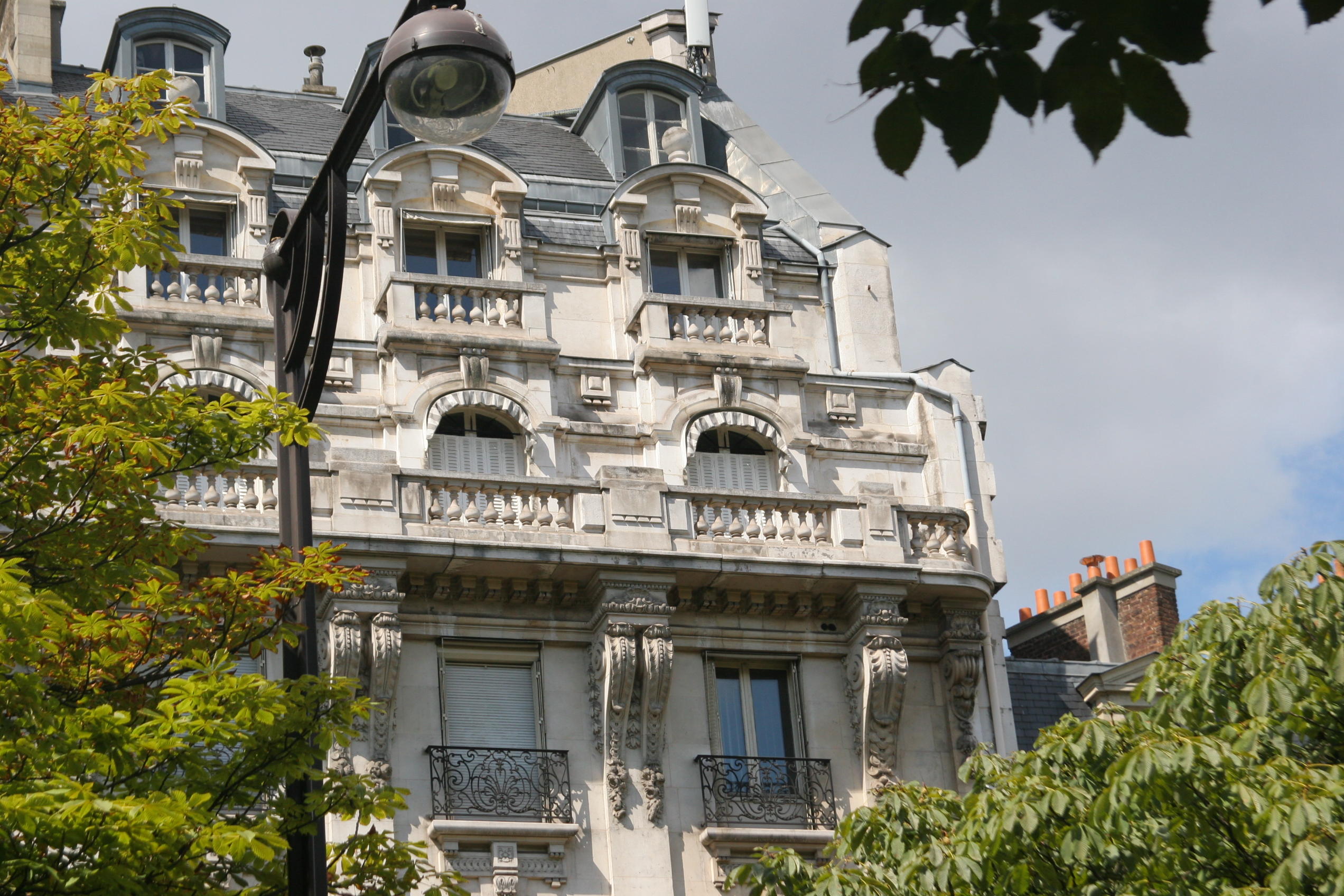
Facciata del palazzo al n. 40
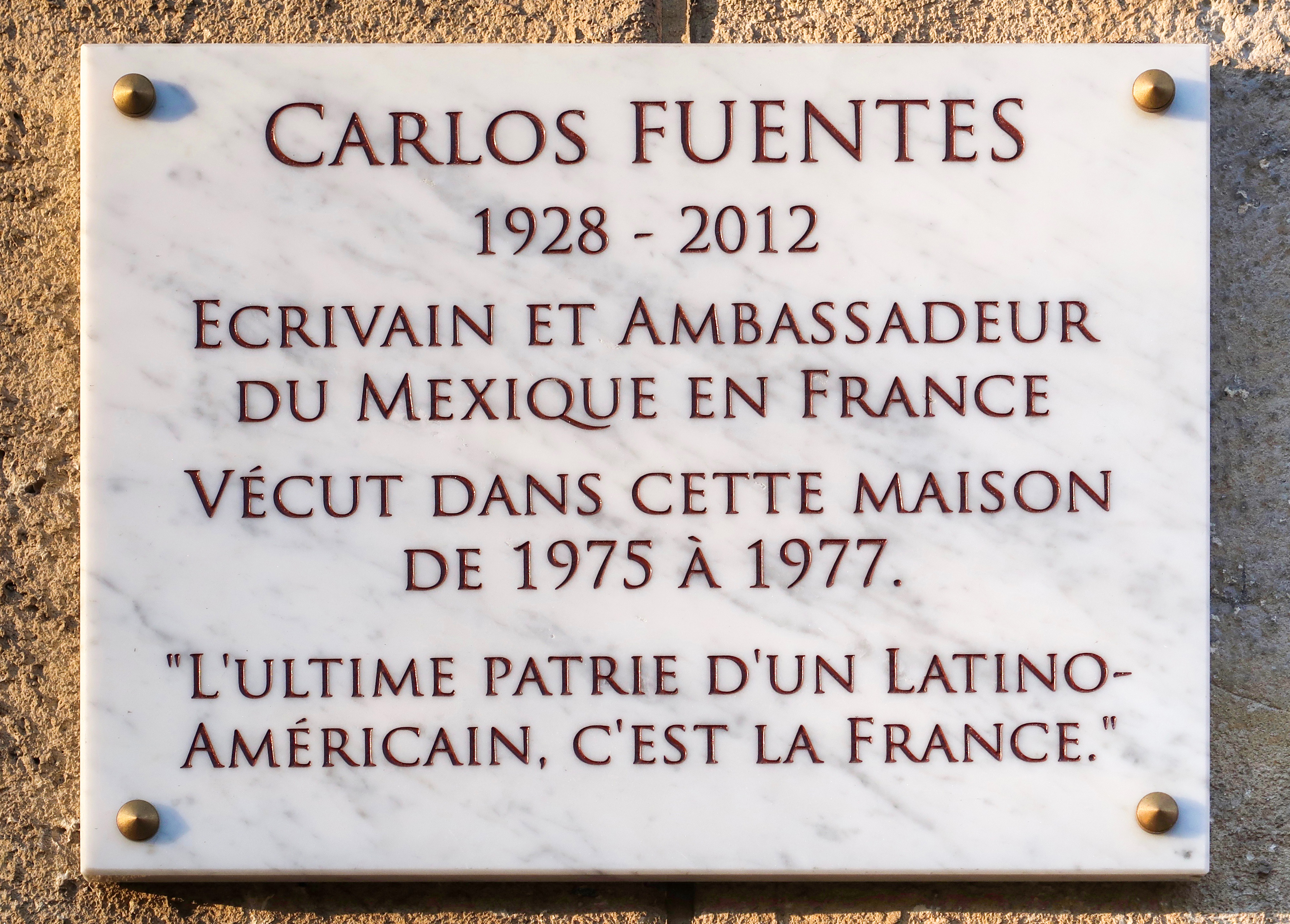
Targa in ricordo di Carlos Fuentes che ivi abitò